# Mühlsdorf (Lohmen)
Mühlsdorf ist ein Ortsteil der sächsischen Gemeinde Lohmen im Landkreis Sächsische Schweiz-Osterzgebirge.

## Lage
Mühlsdorf wurde auf Sandstein erbaut und liegt am Rande des Wesenitztals. Das Dorf war früher ein Reihendorf, das sich aber im Laufe der Zeit zu einem Straßendorf entwickelte.

## Geschichte
Im Jahr 1443 wird der Ort zum ersten Mal als „Milisdorf“ erwähnt. Es gehörte damals zum bischöflichen Schloss. Später wechselte es den Besitzer und wurde nun vom Unteramt Liebethal verwaltet, das dem Kurfürsten von Sachsen gehörte.

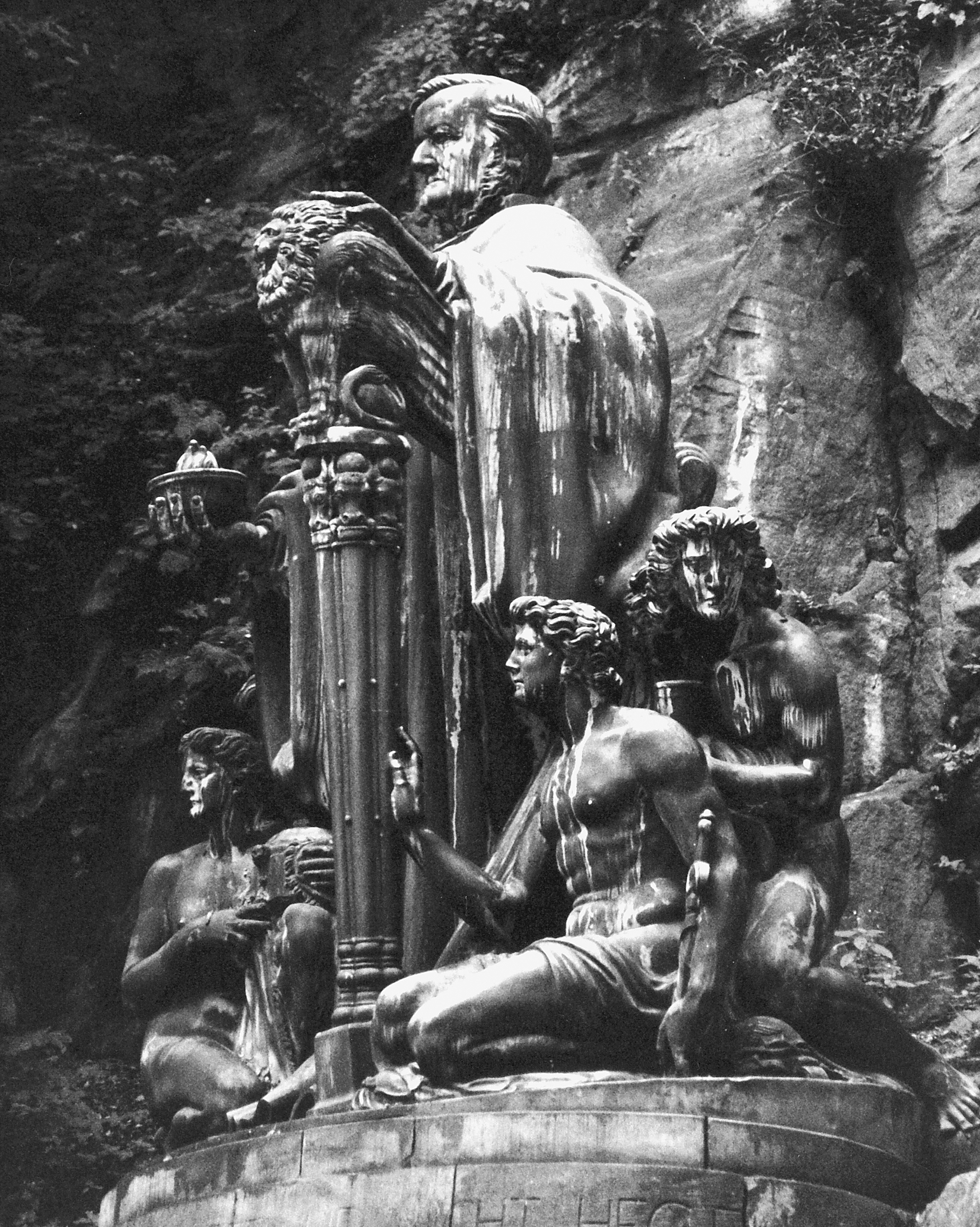
Richard-Wagner-Denkmal

Aus dem Jahr 1819 wird berichtet, dass Mühlsdorf, das wohl Stadtrecht und Bergfreiheit besaß, 270 Einwohner und 52 Häuser hatte. Die Menschen ernährten sich von Ernten auf den Feldern und dem Handel mit Obst. Unter den Einwohnern waren auch ein paar Handwerker. 1836 wechselte das Dorf zusammen mit dem Unteramt Liebethal vom Amt Stolpen zum Amt Hohnstein. Am 1. Juli 1950 wurde Mühlsdorf nach Lohmen eingemeindet.

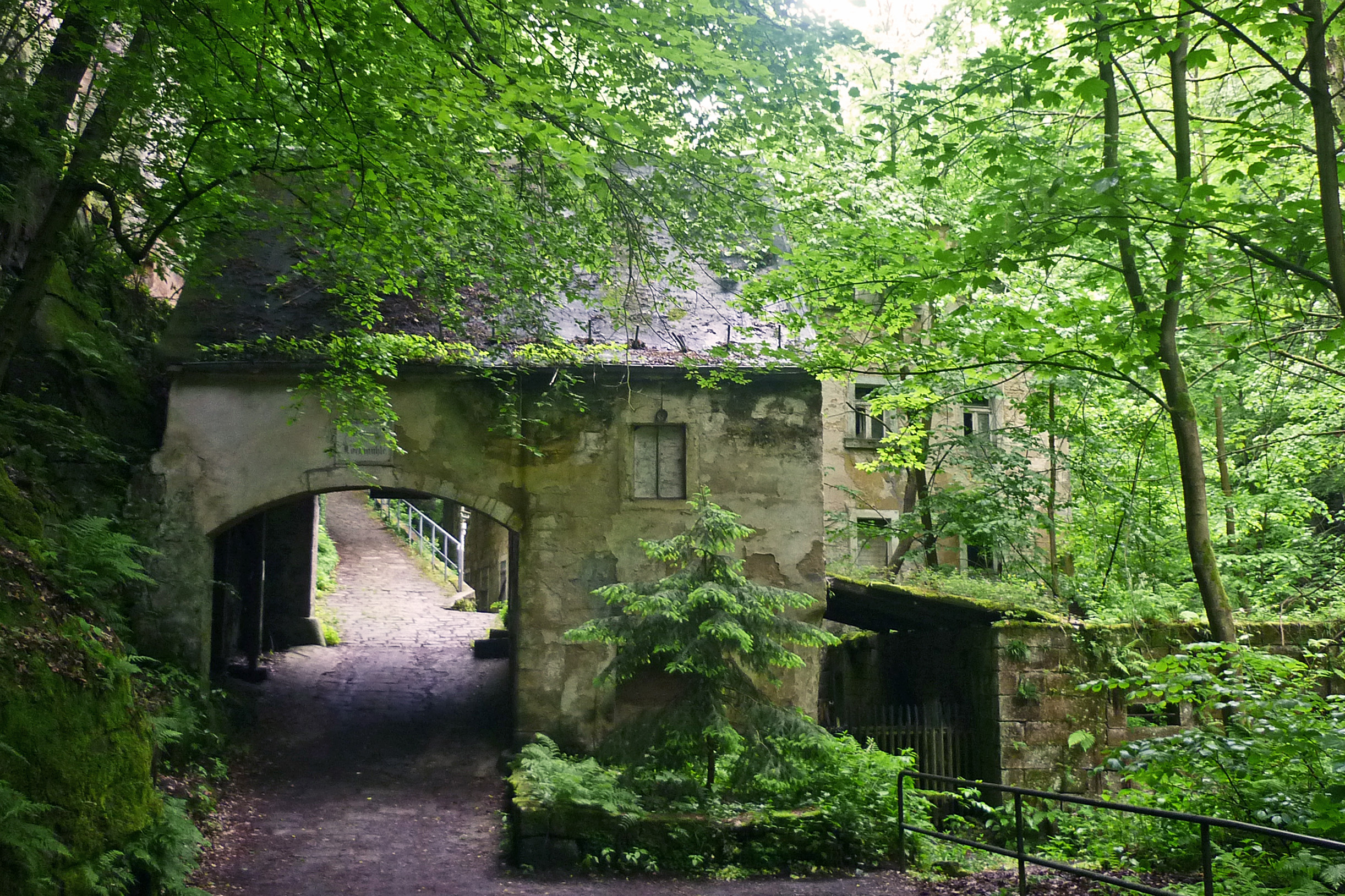
Lochmühle

Im Ort befindet sich das größte Richard-Wagner-Denkmal der Welt. Es wurde zwischen 1932 und 1933 vom Dresdner Bildhauer Richard Guhr entworfen und befindet sich an der Wirkungsstätte des Komponisten. Wagner hatte hier in der Vergangenheit u. a. an der Oper Lohengrin (1846) gearbeitet und erste Kompositionsskizzen entworfen.
Er quartierte sich damals im direkt daneben gelegenen Wirtshaus Lochmühle ein.

## Kulturdenkmale
In der Liste der Kulturdenkmale in Lohmen (Sachsen) sind für Mühlsdorf 17 Kulturdenkmale aufgeführt.